# Simulium undulatum
Simulium undulatum är en tvåvingeart som beskrevs av Craig 2006. Simulium undulatum ingår i släktet Simulium och familjen knott.
Artens utbredningsområde är Vanuatu. Inga underarter finns listade i Catalogue of Life.